# Agnė Vaiciukevičiūtė

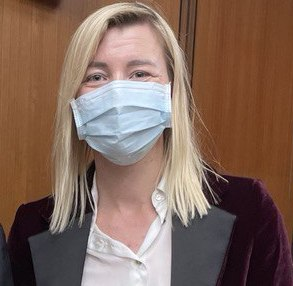
Agnė Vaiciukevičiūtė, 2022

Agnė Vaiciukevičiūtė (* 17. Juni 1989 in Vilnius) ist eine litauische liberale Politikerin und Vizeministerin.

## Leben
Nach dem Abitur 2008 am Mykolas-Biržiška-Gymnasium in Justiniškės absolvierte Agnė Vaiciukevičiūtė von 2008 bis 2012 ein Bachelorstudium in Business Management, von 2012 bis 2014 ein Masterstudium in International Business und von 2014 bis 2019 ein Promotionsstudium der Wirtschaftswissenschaft an der VGTU in der litauischen Hauptstadt Vilnius. Von 2011 bis 2012 studierte sie an der Karls-Universität in Prag (Tschechien), von 2012 bis 2013 an der privaten Hanyang-Universität in Seoul (Südkorea) und von 2017 bis 2018 an der University of South Wales in Sydney (Australien).
Von 2014 bis 2020 lehrte Agnė Vaiciukevičiūtė als Lektorin und 2020 als Dozentin an der VGTU. Von 2016 bis 2020 war sie Prodekanin der strategischen Partnerschaften an der Fakultät für Business Management von Vilnius Tech. Von 2019 bis 2020 forschte sie bei Center for European Policy Analysis in Washington (Vereinigte Staaten von Amerika). Seit 2021 ist sie stellvertretende Verkehrsministerin von Marius Skuodis im Kabinett Šimonytė.
Sie war eine der Gründerinnen der Laisvės partija und ist Mitglied von Lietuvos liberalus jaunimas (LLJ). 2022 besuchte sie Taiwan, wofür sie von China mit Sanktionen belegt wurde.
Agnė Vaiciukevičiūtė ist ledig und kinderlos. Ihre Cousine ist Eglė Markevičiūtė (* 1989), Politikerin, Vizeministerin und stellvertretende Wirtschaftsministerin.